# أندرس لوند
أندرس لوند (بالدنماركية: Anders Lund)‏ مواليد 14 فبراير 1985 في كوبنهاغن، هو دراج دانمركي سابق في صنف سباق الدراجات على الطريق.

## وصلات خارجية
- الموقع%20الرسمي

## روابط خارجية
- أندرس لوند على موقع الاتحاد الدولي للدراجات (الإنجليزية)
- أندرس لوند على موقع أرشيف الدراجات (الإنجليزية)
- أندرس لوند على موقع إحصائيات الدراجات الإحترافية (الإنجليزية)
- أندرس لوند على موقع نسبة الدراجات (الإنجليزية)
- أندرس لوند على موقع CycleBase (الإنجليزية)